# Gestión de crisis
El manejo de crisis (también, administración de crisis o gestión de crisis) es el proceso mediante el cual una organización enfrenta un acontecimiento de importancia que podría generar daño a la organización, a sus miembros o al público en general. El estudio de gestión de crisis nació con los desastres industriales y medioambientales de gran escala de la década de 1980. Es considerado como el proceso más importante dentro de las relaciones públicas.
Tres elementos son comunes a una crisis: (a) una amenaza a la organización, (b) el elemento de sorpresa y (c) un corto tiempo de decisión. Venette argumenta que «la crisis es un proceso de transformación donde el viejo sistema ya no puede ser mantenido». Por lo tanto, la cuarta característica es la necesidad de cambio. Si el cambio no es necesario, el acontecimiento podría ser descrito más bien como un fracaso o incidente.
A diferencia de la gestión de riesgos, que implica evaluar potenciales amenazas y encontrar las mejores formas de evitar dichas amenazas, el manejo de crisis implica lidiar con amenazas antes, durante, y después de que éstas han ocurrido. Es una disciplina dentro del contexto más amplio de la administración, que consiste en las habilidades y técnicas requeridas para identificar, evaluar, entender y soportar una situación seria, especialmente desde el primer momento en que ocurre al punto donde se inician los procedimientos de recuperación.

## Manejo de crisis en la organización como competencia
Según el Diccionario de la lengua española, editado por la Real Academia Española, crisis significa “momento decisivo de un negocio de consecuencias importantes”. En muchas oportunidades se ha escuchado decir que toda crisis implica un cambio, es decir, que no necesariamente es algo negativo, es por ello la importancia de un adecuado personal con las facultades, preparación y las competencias adecuadas para desempeñar esta área.
El correcto desempeño en el control de riesgos y detección anticipada de una posible crisis, puede ser determinante para minimizar las consecuencias e impacto que éste podría tener para con la organización. El personal encargado de esta área, deberá contar con aptitudes que le den la confianza y claridad en su toma de decisiones, incluso, en la apreciación de los escenarios para lograr dirigir los esfuerzos hacia el correcto control del caso, para una asertiva resolución.
Los esfuerzos del manejo o control de crisis van desde la comunicación organizacional, detección del conflicto o problema, el planteamiento de escenarios, positivos y negativos, apreciación de posibles resoluciones, daños colaterales y finalmente el presupuesto de riesgo.
Si bien requiere un nivel de profesionalización, y que a niveles de posgrado ya es una temática como en la imagen corporativa y relaciones públicas, son ya parte esencial, en la actualidad se requiere de personas dotadas con conocimientos socioeconómicos, administrativos, financieros, comunicativos, interpersonales y ejecutivos, es decir, deberá ser quien más conozca de la organización, su micro y macro entorno, y todas las condiciones políticas a su alrededor.

## Tipos de crisis
Durante el proceso de manejo de crisis, es importante identificar los tipos de crisis, ya que crisis diferentes necesitan el uso de diferentes estrategias de gestión de crisis. Lerbinger categorizó ocho tipos de crisis:
- desastres naturales
- crisis tecnológicas
- confrontación
- malevolencia
- transgresiones corporativas
- violencia laboral
- rumores
- terrorismo/desastres humanos